# St. Anthonymolen
De St. Anthonymolen of Poldersche Molen is een in 1749 ter vervanging van een eerdere wipmolen gebouwde poldermolen aan de Polderdijk 25 in Maasdam in de Nederlandse gemeente Hoeksche Waard. Het is een ronde stenen molen die zwart is geteerd. Tot 1957 bemaalde deze molen de polder; vanaf 1935 samen met een elektrisch hulpgemaal bij de molen.
Een aantal onderdelen van de kap, waaronder de voeghouten, zijn van geklonken ijzer en werden in 1842 voor de molen vervaardigd door de fa. Pot.
Het gevlucht van de molen is Oud-Hollands; het water wordt opgevoerd met behulp van een scheprad. De St. Anthonymolen heeft nog steeds een functie als reservegemaal. Van 2006 tot 2008 is de molen ingrijpend gerestaureerd, waarbij ook een deel van het metselwerk is vervangen.
De molen is sinds 1992 eigendom van de Stichting tot behoud van Molens in de gemeente Binnenmaas en is op zaterdag te bezichtigen.

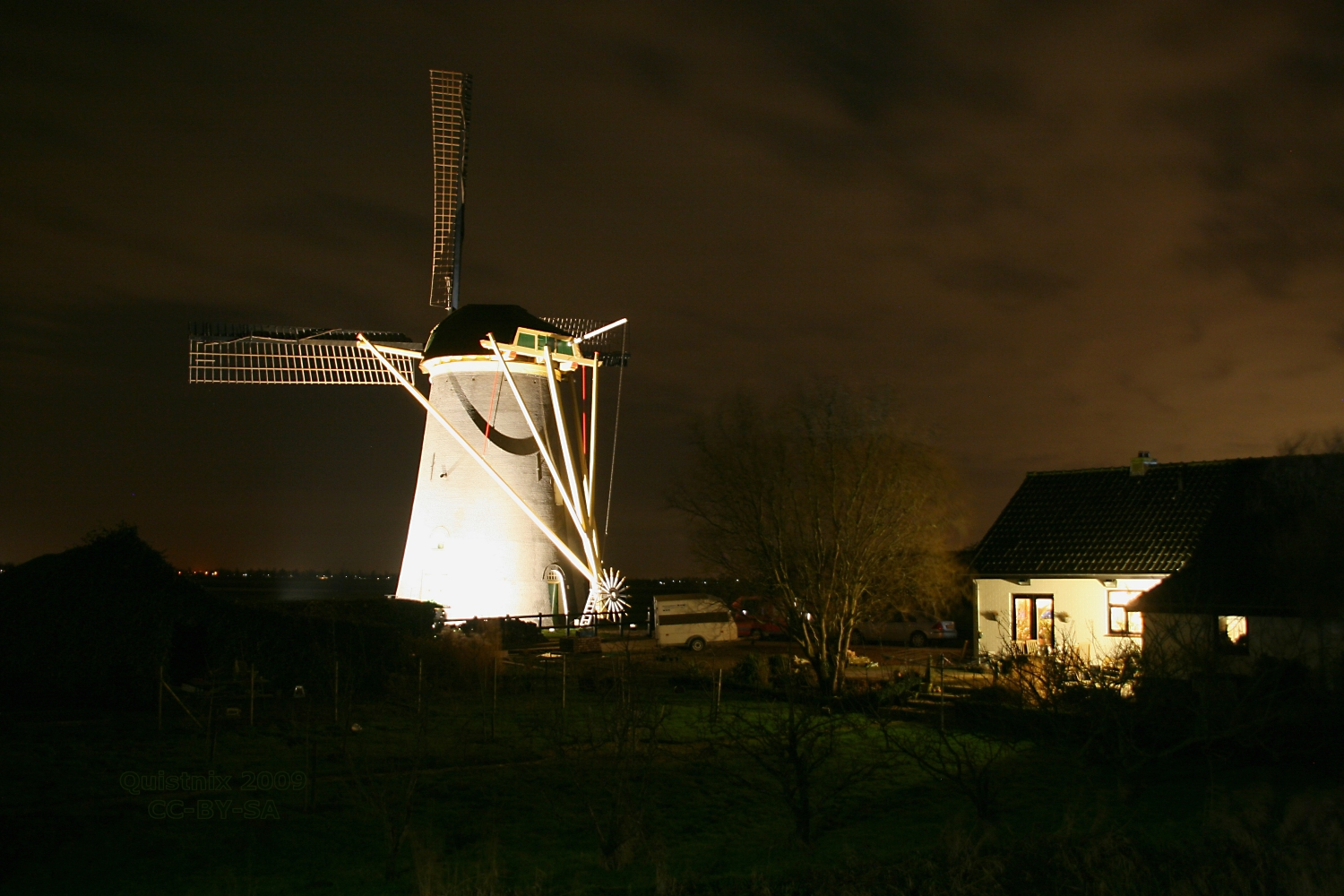
De molen, 's nachts verlicht tijdens de verlichte boerderijenroute